# Cosacos del Baikal
Los cosacos del Baikal fueron cosacos de la Hueste Cosaca de Transbaikal (del ruso: Забайка́льское каза́чье во́йско), una hueste cosaca formada en 1851 en las áreas al este del lago Baikal (de ahí: Transbaikal). 
La Hueste de Cosacos de Transbaikal se componía parcialmente de cosacos de Siberia, buriatos, unidades militares evenkas (o "tungús"), y campesinos de alguna de las regiones. El ejército incluía tres regimientos de caballería y tres brigadas desmontadas. Su principal misión era patrullar la frontera entre China y Rusia y realizar las tareas militares diarias. El Atamán nakazny (el señalado) tenía a su cargo al Ejército de Cosacos de Transbaikal. También servía como gobernador militar del óblast de Transbaikal, con su capital en Chitá, comenzando en 1872.
A principios del siglo XX, la hueste de Cosacos de Transbaikal suministraba normalmente una polusotnia de guardas (media sotnia o cincuenta hombres), cuatro regimientos de caballería y dos baterías de artillería en tiempos de paz.  
Durante la Primera Guerra Mundial suministró una polusotnia, nueve regimientos de caballería, cuatro baterías y tres sotnias de reserva (cien hombres o centuria). 
En 1916, la población cosaca de la hueste de Cosacos de Transbaikal contaba con 265.000 personas, de las cuales 14.500 hombres servían militarmente. 
El Ejército Cosaco de Transbaikal se la conoce por haber participado en el Levantamiento de los bóxers entre 1899 y 1901, la guerra ruso-japonesa de 1904–1905 y la Primera Guerra Mundial.  
Durante la Guerra Civil Rusa, los cosacos más prósperos se unieron a las filas de los ejércitos anti-bolcheviques del general Grigori Semiónov y Roman Ungern von Sternberg. Los cosacos más pobres participaron activamente en el movimiento de guerrillas. 
En 1920, con el fin de la Guerra Civil Rusa, la hueste de Cosacos de Transbaikal fue disuelta.